# Marsyliusz z Padwy

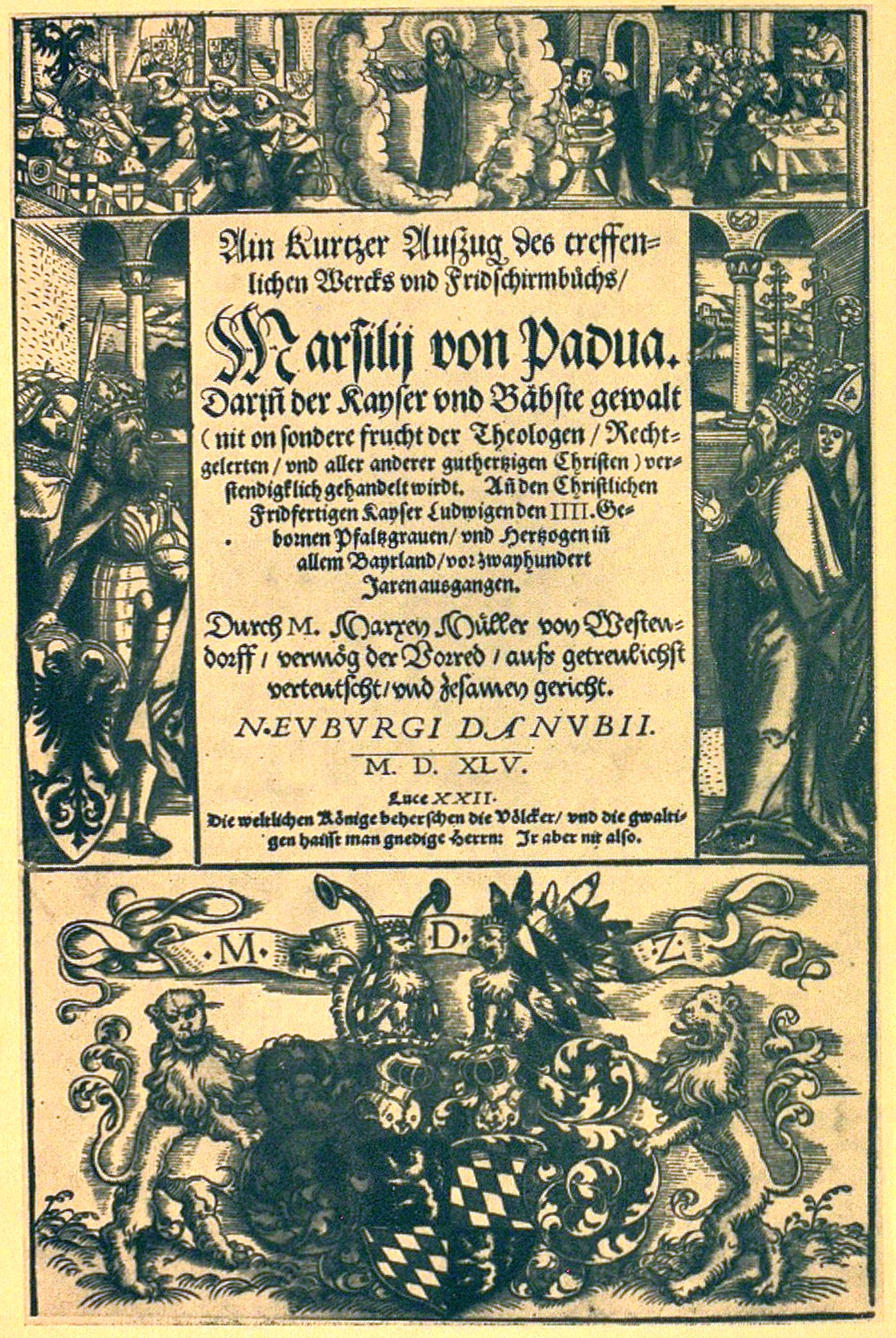
Strona tytułowa publikacji „Defensor pacis” wydrukowanej w 1545.

Marsyliusz z Padwy, Marsilio da Padova, Marsilio Mainardini (ur. ok. 1275 w Padwie, zm. 1343 w Monachium) – włoski średniowieczny filozof, pisarz polityczny i teoretyk państwa laickiego.

## Życiorys
Studiował medycynę w Padwie i sztuki wyzwolone na Uniwersytecie Paryskim, gdzie przez krótki okres był rektorem. Zwolennik awerroizmu w filozofii, w 1324 opublikował dzieło Obrońca Pokoju (łac. Defensor Pacis), w którym rozgraniczał wyraźnie władzę religijną kleru od władzy świeckiej. Oskarżany o antyklerykalizm został ekskomunikowany. W tym samym czasie wszedł na służbę Ludwika Bawarskiego jako nadworny lekarz. Na rok przed śmiercią opublikował Mniejszego Obrońcę (Defensor Minor), w którym rozwinął swoją krytykę ambicji kleru do sprawowania władzy świeckiej.

## Teoria państwa laickiego według Marsyliusza
Jednostki nie są indywidualne, bo wchodzą w skład wielkiego organizmu, jakim jest społeczeństwo. Celem państwa jest rozstrzyganie konfliktów, sporów i to ono ma zaspokajać potrzeby ludzi. Państwo jest obrońcą pokoju, rząd ma rozkazywać, bo on ma monopol decyzji administracyjnych, sądzenia i kontroli. Najlepsze ustroje to monarchia i demokracja. Lud tworzy prawo, ustanawia rząd i go kontroluje. Prawo powinno posiadać przymus i wolę ustawodawczą. Odrzuca on prawo natury, a prawo kościelne nie jest dla niego prawem.
Stosunek do Kościoła: jest to wspólnota wszystkich wiernych, a papieskie dekrety to obraza majestatu ludzkiego ustawodawstwa. Władza pochodzi od ludu, a Kościół ma być podporządkowany państwu.
Suwerenność ludu staje się jedną z podstawowych zasad organizacji nowoczesnego państwa. Marsyliusz wychodził z założenia społecznej natury człowieka skłaniającej jednostkę do życia w zbiorowości oraz skuteczniejszego zabezpieczenia przez zbiorowość indywidualnych praw poszczególnych jej członkom. Niebezpieczeństwem jednak w tym dążeniu do zapewnienia sobie dostatecznych warunków życia okazuje się egoizm mogący prowadzić do ogólniejszego chaosu i anarchii.
Władza państwowa powinna wspierać się na woli suwerennego ludu nazywanego przez Marsyliusza prawodawcą (legislator). Jedynie w takim wypadku spodziewać się można spokojnego, trwałego funkcjonowania państwa oraz poszanowania ustanowionych w nim praw. Suwerenność ludu oznacza udział wszystkich obywateli w powoływaniu organów państwowych oraz stanowieniu praw. Przewaga rządów ludowych nad elitarnymi opiera się także i na tym, iż „ilość mniej wykształconego ludu może być powiększona do takich rozmiarów, iż zdolny jest on sądzić sprawy na równi, a nawet lepiej od tych, którzy są bardziej uczeni”.
Idea suwerenności ludu staje się gwarancją wolności obywatelskich. W rezultacie każdy podmiot opowiadający się przeciw ludowładztwu występuje przeciw wolności, niejako dobrowolnie popadając w jarzmo tyranii. Idea suwerenności pomyślana była na tyle szeroko, iż lud powinien wybierać hierarchię kościelną wraz z papieżem.
Organizacja państwowa jest także dziełem woli ludu powstałym jednak w procesie nieco dłuższej ewolucji. Państwo staje się organizacją w najpełniejszy sposób gwarantującą suwerenność ludu, ponieważ lud może kontrolować wszystkie formy instytucjonalne.
Ze względu na zdolności oraz wykonywany zawód zarysowuje się podział społeczeństwa na 6 grup:
- sprawujących władzę
- rolników
- rzemieślników
- finansistów
- wojskowych
- duchownych

Każda grupa posiada swój twórczy udział w funkcjonowaniu państwa, lecz wyróżniają się rządzący, na których spoczywa odpowiedzialność. Monarcha lub rząd, posiadając do swej dyspozycji siły zbrojne, nie może ich użyć przeciwko ludowi, ponieważ groziłoby to niebezpieczeństwem zamachu na ludowładztwo.
Teoria rządu opiera się na przedstawionym już założeniu jego wybieralności przez lud. Także stała kontrola nad poczynaniami rządu należy do ludu, co nie oznacza słabej egzekutywy. Egzekutywa powinna być silna, sprawna, bezwzględnie podporządkowując się prawu i działając legalnie. Marsyliusz nie był zwolennikiem jakichkolwiek form podziału władzy. Rząd powinien niepodzielnie posiadać całość uprawnień w swym ręku, sprawując do pewnego stopnia władzę totalitarną, odpowiadającą jednak woli ludu. Nie jest tutaj ważna kwestia formy rządu – może to być monarchia lub jakakolwiek inna forma.
Teoria prawa zawiera silne zabarwienie pozytywistyczne. Marsyliusz zarzuca dotychczasowe pojęcia i struktury, hierarchizując źródła począwszy od prawa bożego, przez prawo natury, do prawa pisanego.
Sprawiedliwość boska oraz prawo boże, podobnie jak prawo natury, stanowią określoną teorię zaleceń i zakazów postępowania, niemającą jednak mocy wiążącej. Jest to po prostu doktryna prawa bożego czy praw natury. Dla Marsyliusza prawo musi mieć formę pisaną, ustanowioną przez ustawodawcę i posiadać sankcje przymusu państwowego.
Dwa elementy: wola ustawodawcy i przymus, czyli sankcja nadana przez państwo, przesądzają jednoznacznie o fakcie istnienia samego prawa. W konsekwencji sprawiedliwością okazują się treści jedynie uznane przez ustawodawcę za sprawiedliwe. Inne formy sprawiedliwości mogą obowiązywać w sferach, do których są przeznaczone, np. sprawiedliwość na Sądzie Ostatecznym.
Problem państwa i Kościoła zawiera zupełnie nowe opracowanie treściowe przedstawione przez Marsyliusza. Z nich wynika konieczność utrzymania przewagi rządu nad organizacją kościelną w tym przede wszystkim sensie, iż Kościół nie jest jakąś samodzielną częścią niezależną od państwa. Rząd i suweren powinni decydować o sprawach organizacji kościelnej, a przynależność wiernych do Kościoła jest sprawą indywidualną, nie można nikogo zmuszać do praktyk religijnych. Kościół może jedynie formułować zalecenia przyjmowane przez wiernych. Kościół jest częścią państwa, a zatem każde państwo powinno mieć swój wewnętrzny Kościół, co staje się zapowiedzią głębokiego kryzysu, będącego przesłanką późniejszej reformacji.
Znaczenie myśli Marsyliusza w wielu sprawach wyprzedza ówczesne pojęcia. Teoria silnego rządu, urzeczywistniającego pokój i sprawiedliwość pomiędzy poddanymi, jest sygnałem zwiastującym późniejszą doktrynę Hobbesa, a teoria suwerenności ludu znalazła odzwierciedlenie u Rousseau. W tym samym stopniu idea państwa i praworządności nawiązywała do czołowych tez pozytywizmu.